# 1887 у літературі

## Твори
- Оскар Вайлд опублікував в журналі The Court and Society Review своє перше оповідання «Кентервільський привид».
- Артур Конан Дойл видав «Етюд у багряних тонах» — перший твір про Шерлока Холмса.
- Фрідріх Ніцше опублікував «Генеалогію моралі».
- Людвік Заменгоф видав «Unua Libro».

## Народились
- 8 серпня — Шмуель Йосеф Аґнон, ізраїльський письменник, лауреат Нобелівської премії з літератури 1966 року (помер у 1970).
- 11 жовтня — Стефаун Сігюрдссон, ісландський поет-неоромантик (помер у 1933).
- 3 листопада — Маршак Самуїл Якович, радянський поет і перекладач (помер у 1964).

## Померли
- 1 серпня — Катков Михайло Никифорович, російський публіцист, видавець, літературний критик, редактор «Русского вестника» (народився в 1818).